# Mathew Knowles
Mathew Knowles (ur. 9 stycznia 1952) – amerykański menedżer, producent oraz dyrektor muzyczny. Jest menedżerem swojej córki Solange oraz byłym menedżerem Beyoncé.

## Kariera
Mathew Knowles jest absolwentem Fisk University w Nashville. Na studiach był członkiem wielu organizacji, w tym Omega Psi Phi. Po zdobyciu dyplomu rozpoczął pracę w koncernie informatycznym IBM. Mimo wysokich wynagrodzeń, porzucił pracę w IBM i zajął się menedżmentem zespołu Girl’s Tyme, w którym występowała jego córka, i który był prekursorem Destiny’s Child. Mathew był producentem wielu projektów grupy oraz solowych wydawnictw jej członkiń. Poza pracą w przemyśle muzycznym, Knowles był jednym z producentów wykonawczych thrillera Obsessed z 2009 roku, w którym wystąpiła Beyoncé.

## CEO
W 2003 roku Knowles założył własną wytwórnię, Music World Entertainment, która stała się oddziałem Columbia Records. Kontrakty z Music World podpisali m.in.: Beyoncé Knowles, Michelle Williams, Kelly Rowland, Solange Knowles, Sunshine Anderson, Trin-i-tee 5:7, The Pastor Rudy Experience oraz Lil J. Xavier.
Knowles zapoczątkował również Music World Music, który z kolei podlega Music World Entertainment. Music World Music składa się z czterech oddziałów: Music World Kids, Compadre Records, Spirit Rising i Hits Revealed. MWM nie posiada indywidualnych kontraktów, tylko zajmuje się artystami związanymi z partnerskimi wytwórniami: Columbią, Geffen Records oraz Interscope Records.

## Życie osobiste
Knowles był żonaty ze stylistką i właścicielką marki House of Deréon, Tiną Knowles, od 1980 roku. Ma z nią dwie córki: Beyoncé oraz Solange. Wraz z rodziną jest członkiem Kościoła Ewangelicko-Metodystycznego.
Po niemal 30 latach małżeństwa, 11 grudnia 2009 roku, Tina Knowles złożyła pozew o rozwód. Jednym z powodów były oskarżenia aktorki Alexsandry Wright, jakoby Mathew miał być ojcem jej dziecka. Gdy Wright urodziła syna, Nixona, zażądała przeprowadzenia testu na ojcostwo; Knowles przyznał jednocześnie, że utrzymywał z nią bliskie kontakty. Wynik testu był pozytywny, dlatego Mathew Knowles zobowiązał się do płacenia alimentów na rzecz Wright i Nixona.